# كرون بوينت (نيويورك)
كرون بوينت (بالإنجليزية: Crown Point, New York)‏ هي بلدة أمريكية تقع في الولايات المتحدة في مقاطعة إيسيكس، نيويورك. يقدر عدد سكانها بـ 2,024 نسمة ومساحتها 212.1 كم2 وترتفع عن سطح البحر 277 متر.

## أعلام
- توماس إس. هاموند
- جون هاموند
- فرد إل. بورتر
- هاري إس. هاموند